# Coteaux du Sézanne
De Coteaux du Sézanne is een wijngebied op een heuvelrug in het verlengde van de Côte des Blancs, zuidelijk van Épernay in de Champagne. Op de hellingen van de door twee riviertjes, de Surmelin en de Petit Morin uitgeholde rivierdalen groeien druiven die recht hebben op de Appellation d'Origine Contrôlée champagne. Men verbouwt vooral het druivenras pinot meunier, maar 32% van de stokken is chardonnay en 12% pinot noir. In deze streek bevinden zich 14 wijnkelders, waaronder die van Le Brun de Neuville champagne in Bethon.
Verder zijn er bossen, moerassen en meren te vinden.